# Beycan Kaya
Beycan Kaya (* 18. Oktober 1988 in Pazar) ist ein türkischer Fußballtorhüter.

## Karriere
Kaya begann seine Karriere bei Artvin Hopaspor. Seit Sommer 2008 ist er beim Zweitligisten Boluspor unter Vertrag. Er ging für zwei Spielzeiten auf Leihbasis zu Ankara Demirspor und für ein halbes Jahr zu Bursa Nilüferspor.